# Casa Senyorial de Vecborne
La Casa Senyorial de Vecborne (en letó: Vecbornes muiža) es troba a la regió històrica de Latgàlia, al municipi de Krāslava  de l'est de Letònia.